# Plantation de Borough House
Pour les articles homonymes, voir Borough (homonymie).
La plantation de Borough House est une ancienne plantation du Sud des États-Unis située à Stateburg, dans le comté de Sumter, en Caroline du Sud. Elle est inscrite au Registre national des lieux historiques depuis le 23 mars 1972 et classée National Historic Landmark depuis le 7 juin 1988.